# Golinjevo
Golinjevo je naseljeno mjesto u gradu Livnu, Federacija Bosne i Hercegovine, BiH.

## Zemljopis
Golinjevo je najjužnije selo općine Livno i granična točka banjalučke biskupije, prema susjednoj općini Tomislavgrad i Mostarsko – Duvanjskoj biskupiji.
Proteže se smjerom SZ-JI. Dugačko je od Puđina Briga do Cikojinih kuća (ispod kojih je ta administrativna granica), oko 2,5 km, a udaljeno od središta matične župe – crkve u Podhumu – oko 4 km. Od grada Livna Golinjevo je udaljeno oko 16 km. Prema Livnu graniči sa selom Miši, a prema Tomislavgradu sa selom Prisoje. Kuće su tipično zbijenog, a u novije vrijeme cestovnog i nešto razbacanog tipa. U selu se nalazi katoličko groblje s kapelicom, te četverogodišnja osnovna škola. Budući da u selu žive i muslimani, ovdje se nalazi i muslimansko groblje i džamija.
Golinjevo možemo podijeliti u 9 zaselaka. Ti zaselci se mogu odrediti karakterističnim grupiranjem kuća. Nazivaju se obično po najčešćem prezimenu u zaselku, a neka imaju i zasebna imena.

## Povijest
Još u davno pretpovijesno doba Golinjevo je bilo dobro napučeno, na što upućuje postojanje refugija na gradinskom kompleksu "Orlovača" (iznad Velagića kuća) i "Popova Glavica" (iznad Mihaljevića kuća). Ove dvije gradine, nema sumnje, kasnije su služile Rimljanima. Nakon Ilira i Rimljana nastupilo je vrijeme rušilačkih provala Avara i Slavena koji zasigurno nisu mimoišli ni ovaj kraj.
I dok tako iz tog pretpovijesnog i antičkog doba imamo barem u zemlji mnogo ostataka koji svjedoče o životu ljudi tih davnih vremena, o životu ljudi srednjega vijeka gotovo da i nemamo nikakvih ostataka: tek nekoliko stećaka, na dva mjesta. Kod groblja nedaleko Kuliševih kuća i ispod ceste ispod Berića kuća.
Kada je, međutim, riječ o pisanim vrelima, stanje je nešto drugačije. Vjerojatno se ni jedno mjesto u barem bližoj okolici ne može pohvaliti činjenicom kao Golinjevo: ovdje su "svoj dom" pronašle stare livanjske plemićke obitelji Mihaljevića i Galešića. O njima su pisali Klaić i Fermedžin.

## Stanovništvo

### Popisi 1971. – 1991.
| Golinjevo          |               |               |               |
| godina popisa      | 1991.         | 1981.         | 1971.         |
| Hrvati             | 542 (62,95 %) | 632 (65,97 %) | 831 (66,32 %) |
| Muslimani          | 313 (36,35 %) | 289 (30,16 %) | 419 (33,43 %) |
| Srbi               | 0             | 1 (0,10 %)    | 1 (0,07 %)    |
| Jugoslaveni        | 4 (0,46 %)    | 36 (3,75 %)   | 0             |
| ostali i nepoznato | 2 (0,23 %)    | 0             | 2 (0,15 %)    |
| ukupno             | 861           | 958           | 1253          |

### Popis 2013.
| Golinjevo          |               |
| godina popisa      | 2013.         |
| Hrvati             | 518 (72,14 %) |
| Bošnjaci           | 199 (27,72 %) |
| Srbi               | 1 (0,14 %)    |
| ostali i nepoznato | 0             |
| ukupno             | 718           |

### Demografske karakteristike
Prvi popis hrvatskog dijela pučanstva sela Golinjeva obavio je biskup Dragičević 1743. godine. Po tom popisu, u selu je živjelo 16 hrvatskih obitelji sa sveukupno 146 vjernika. Nakon izgradnje akumulacije Buško jezero uslijedio je pad broja stanovnika, a dijelom i zbog općeg trenda iseljavanja koji je zahvatio i ovaj kraj. Mnoge obitelji su trbuhom za kruhom iselile u zemlje Zapadne Europe. Danas je teško naći obitelj u Golinjevu iz koje bar netko nije radio ili živio u zemljama Zapadne Europe.

## Poznate osobe
- Jovan Sundečić, srpski, crnogorski i hrvatski pjesnik[3]
- fra Jozo Mihaljević, hrvatski katolički svećenik, franjevac i pjesnik